# Idrogramma unitario istantaneo
L’idrogramma unitario istantaneo (IUH) di un bacino idrografico rappresenta la risposta del sistema h(t), cioè l’idrogramma delle portate di piena, conseguente ad una precipitazione netta di volume unitario e di durata infinitesima (e conseguentemente di intensità infinita) avente cioè le caratteristiche di una immissione impulsiva. 
L'idrogramma unitario istantaneo è nato storicamente dopo ma può considerarsi una sorta di perfezionamento dell'idrogramma unitario (UH) introdotto per la prima volta da Sherman nel 1932; esso è definito come l’idrogramma avente 1 mm di deflusso dovuto ad una precipitazione efficace distribuita uniformemente sul bacino per una determinata durata.
Un input di tipo istantaneo invece viene indicato come delta di Dirac ed ha le seguenti caratteristiche:
{\displaystyle \int _{0-}^{0+}\delta (t)dt=1}
Dovendo valere l’equazione di continuità (volume complessivo di pioggia netta = volume defluente) deve essere:
{\displaystyle \int _{0}^{\infty }h(t)dt=1}
cioè l’area sottesa dall'IUH deve avere valore unitario e pertanto h(t) ha come dimensione l’inverso di un tempo. La generica pioggia, di durata finita, può essere interpretata come una successione di precipitazioni nette elementari di durata infinitesima dt e volume, anch’esso infinitesimo, pari a p(t)dt. Si consideri l’effetto nell’istante t di una sollecitazione applicata all’istante {\displaystyle \tau } ed avente le caratteristiche di una pioggia impulsiva. Tale effetto sarà pari ad h(t-{\displaystyle \tau }), dove con h si indica l’ordinata dell'operatore idrogramma unitario istantaneo. Ricorrendo all’ipotesi di linearità, si verifica che la portata infinitesima dq(t), dovuta alla sola pioggia dell’intervallo infinitesimo dt compreso fra t e t+dt , il cui volume è pari a p(t)dt, risulta essere data da:
{\displaystyle dq(t)=h(t-\tau )p(\tau )d\tau }
La risposta del sistema al tempo t si ottiene quindi sovrapponendo gli effetti delle piogge nette che si sono verificate fra l’istante iniziale t=0 e l’istante t considerato, sommando cioè tutti i contributi infinitesimi dq(t). Si ha quindi:
{\displaystyle q(t)=\int _{0}^{t}dq(t)=\int _{0}^{t}p(\tau )h(t-\tau )d\tau }
Riassumendo, supponendo che la trasformazione afflussi-deflussi del bacino sia assimilabile a quella di un sistema lineare e stazionario, la relazione tra le portate entranti nel sistema idrografico - cioè le precipitazioni, p(t) ed il deflusso q(t) attraverso la sezione di chiusura risulta esprimibile tramite l’espressione precedente indicata come integrale di convoluzione. La durata totale T dell’idrogramma così ottenuto risulta pari alla somma della durata Tp dell’evento meteorico e della durata Th dell’IUH (che si può assimilare al tempo di corrivazione del bacino). L’ascissa del baricentro dell’IUH rappresenta invece il cosiddetto tempo di ritardo del bacino. Il calcolo delle portate viene operativamente eseguito discretizzando l'integrale di convoluzione. In particolare, fissato un intervallo temporale di riferimento Dt, vengono in primo luogo campionate le funzioni q(t) e p(t) ad intervalli equispaziati di Dt. Così operando conviene indicare con q(tk) la portata osservata nella sezione di chiusura all'istante k×Dt, e con p(k) la (portata di) precipitazione, supposta costante nell'intervallo [(k-1)Dt, kDt].